# Coppa CEV 1992-1993 (femminile)
La Coppa CEV di pallavolo femminile 1992-1993 è stata la 13ª edizione del terzo torneo pallavolistico europeo per squadre di club; iniziata con il primo turno il 3 ottobre 1992, si è conclusa con la final-four il 21 febbraio 1993. Al torneo hanno partecipato 44 squadre e la vittoria finale è andata per la prima volta alla Colli Aniene Roma sponsorizzata Fincres.

## Squadre partecipanti
| - Araks Armavir - Iōnikos Neas Filadelfeias - Bartréng - Universität Basel - BSI - BKS - TDK Brevok Breda - Volei Braila - Flacara Roşie Bucarest - BVSC Budapest - RC Cannes | - ČMS - Celje - Clamart - Lok. Dnipropetrovs'k - Eger - Uraločka - CJD Feuerbach - Genève-Elite - Neman Grodno - Eczacıbaşı - Güneş Sigorta | - Banga Kaunas - Īraklīs Kīfisias - Hakiryatim Kiryat Haim - Klagenfurt - MOK Kočevje - Ponsi Koria - Sporting Lisbona - Stal Mielec - Murcia - Janvarka-Krajan - Olomouc | - Portuense - Slavia Praga - Pula - Canottieri Aniene - São Miguel - Geas - VC Temse - Tübingen - Kajo Valkeala - Shvesia Vilnius - Hermanas Wervik |

## Primo turno

### Squadre qualificate
| - Universität Basel - Volei Braila - Flacara Roşie Bucarest - BVSC Budapest - Clamart - Lok. Dnipropetrovs'k - Uraločka - Genève-Elite | - Ponsi Koria - Stal Mielec - Janvarka-Krajan - Olomouc - Portuense - Tübingen - Kajo Valkeala - Hermanas Wervik |

## Secondo turno

### Squadre qualificate
| - Volei Braila - BVSC Budapest - Eger - Uraločka - Stal Mielec - Olomouc | - Portuense - Slavia Praga - Geas - VC Temse - Tübingen - Kajo Valkeala |

## Ottavi di finale

### Squadre qualificate
- BVSC Budapest
- Eger
- Uraločka
- CJD Feuerbach
- Eczacıbaşı
- Slavia Praga
- Canottieri Aniene
- Geas

## Quarti di finale

### Squadre qualificate
| - Uraločka - Eczacıbaşı - Canottieri Aniene - Geas |

## Final-four
Le semifinali si sono giocate il 20 febbraio mentre le finali per il terzo e il primo posto il 21 febbraio.

### Finali 1º - 3º posto
|  | Semifinali        | Semifinali        | Semifinali |            |                   | Finale 1º/2º posto | Finale 1º/2º posto | Finale 1º/2º posto |  |
|  |                   |                   |            |            |                   |                    |                    |                    |  |
|  | Canottieri Aniene | Canottieri Aniene | 3          |            |                   |                    |                    |                    |  |
|  | Canottieri Aniene | Canottieri Aniene | 3          |            |                   |                    |                    |                    |  |
|  | Uraločka          | Uraločka          | 0          |            |                   |                    |                    |                    |  |
|  | Uraločka          | Uraločka          | 0          |            | Canottieri Aniene | Canottieri Aniene  | 3                  |                    |  |
|  |                   |                   |            |            | Canottieri Aniene | Canottieri Aniene  | 3                  |                    |  |
|  |                   |                   | Eczacıbaşı | Eczacıbaşı | 1                 |                    |                    |                    |  |
|  | Eczacıbaşı        | Eczacıbaşı        | Eczacıbaşı | Eczacıbaşı | 1                 | 3                  |                    |                    |  |
|  | Eczacıbaşı        | Eczacıbaşı        |            |            |                   | 3                  |                    |                    |  |
|  | Geas              | Geas              | 1          |            |                   | Finale 3º/4º posto | Finale 3º/4º posto | Finale 3º/4º posto |  |
|  | Geas              | Geas              | 1          |            |                   |                    |                    |                    |  |
|  |                   |                   |            |            |                   |                    |                    |                    |  |
|  |                   |                   |            |            |                   | Uraločka           | Uraločka           | 3                  |  |
|  |                   |                   |            |            |                   | Uraločka           | Uraločka           | 3                  |  |
|  |                   |                   |            |            |                   | Geas               | Geas               | 1                  |  |